# بوبي هودج
بوبي هودج (بالإنجليزية: Bobby Hodge)‏ (30 أبريل 1954 في المملكة المتحدة - ) هو لاعب كرة قدم بريطاني في مركز جناح ‏. لعب مع كولتشستر يونايتد ونادي إكزتر سيتي ونادي توركي يونايتد ونادي فريدريكستاد ونادي تشيلمسفورد.